# Kuźnica Stara
Kuźnica Stara est une localité polonaise de la gmina de Poraj, située dans le powiat de Myszków en voïvodie de Silésie.